# 查戈夫法則

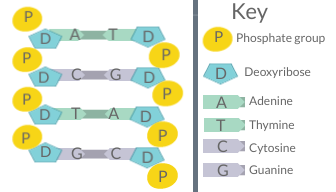
DNA 碱基互补配对图，展示 Chargaff规则 A-T, C-G的配对

查加夫规则（由埃尔文·查加夫于1940年提出，也称查格夫法则）规定，在任何物种和任何生物体的DNA中，鸟嘌呤（G）的含量应等于胞嘧啶（C）的含量，腺嘌呤（A）的含量应等于胸腺嘧啶（T）的含量。此外，嘌呤（G、A）和嘧啶（C、T）碱基的化学计量比应为1:1（即A+G=T+C ）。该规则在 DNA 的两条链中都有发现。  

## 定义

### 查加夫第一对等规则
第一对等规则认为，构成双链DNA分子的碱基总体上具有百分比对相等性：A% = T% 和 G% = C%。该规则在各生物体中的严格验证是DNA双螺旋模型中碱基对的基础。

### 查加夫第二对等规则
第二对等规则认为 A% ≈ Τ% 和 G% ≈ C% 对于双链DNA中的每一条都有效。 这描述了DNA单链中碱基组成的整体特征，且非严格等于。 